# Nicolás de Bonneville

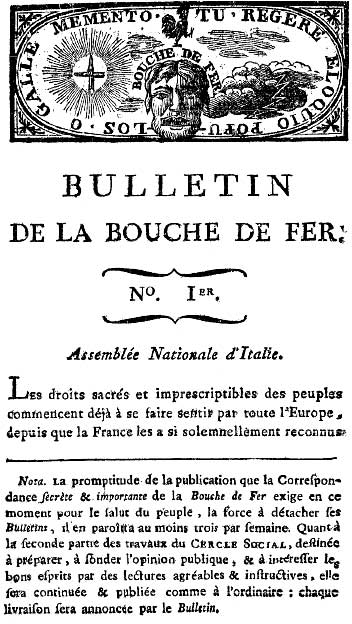
Primera página del periódico La Bouche de fer, editado por el Círculo Social entre 1790 y 1791

Nicolás Bonneville (Evreux, 1760 – París, 1828) fue un escritor y editor francés que participó activamente en la Revolución Francesa a través del Círculo Social que fundó junto con el abate Claude Fauchet.

## Vida y obras
Seguidor del igualitarismo de Rousseau, formó parte del sector democrático de la Comuna de París, que detentó el poder en la capital tras el triunfo de la revolución en julio de 1789. En octubre del año siguiente fundó junto el abate Claude Fauchet el Círculo Social que editó un periódico entre 1790 y 1791 titulado La Bouche de fer cuyo principal redactor fue el propio Bonneville. Concebido inicialmente como una organización cerrada, el Círculo pronto se abrió a más gente al convertirse en una Federación de Amigos de la Verdad cuyo objetivo era «la unión de todos los pueblos y todos los individuos que habitan la tierra en una única familia de hermanos ligados por la inclinación de cada uno al bien general», en el que se puede apreciar la huella de Rousseau. Especialmente tras la aprobación del sufragio censitario por la Asamblea Nacional Constituyente y tras la fracasada fuga de Varennes del rey Luis XVI en julio de 1791, el Círculo se convirtió en uno de los principales defensores de la causa democrática y republicana.
En el verano de 1791 Bonneville publicó Sobre el espíritu de las religiones, que el historiador Albert Soboul considera el «punto culminante alcanzado por los ideólogos del Círculo Social en la evolución de su crítica a la propiedad». En esta obra Bonneville proponía como «el único medio de llegar a la gran comunión social» «dividir las herencias territoriales en partes iguales y determinadas entre los hijos del difunto y llamar para el reparto del resto a todos los demás parientes», aunque reconocía que aun así se estaría muy lejos de alcanzar la justicia y de eliminar las secuelas del «pecado original»: la propiedad. «El pecado de origen o pecado original, ¿puede ser, para un Amigo de la Verdad, otra cosa que las funestas consecuencias de esas leyes tiránicas y crueles que condenan a un hombre, ya desde su cuna, a sufrir todas las afrentas y todos los tormentos que acechan a los pobres?». A pesar de ello fue acusado por Jacques Mallet du Pan de preconizar el reparto de la tierra, a lo que Bonneville respondió: «Entre pedir una ley agraria y solicitar una gran previsión en las leyes de la herencia que conducirían insensiblemente a la disminución de tantas propiedades escandalosas, hay una enorme diferencia».
Bonneville, al igual que Fauchet, consideraba el cristianismo primitivo un sistema superior a otros habidos en la Antigüedad al afirmar que «la tierra, así como el aire, no son propiedad de nadie y sus frutos son de todo el mundo».
También al igual que Fauchet, se aproximó a los girondinos, pero a diferencia de éste, que fue guillotinado junto con el resto de los girondinos acusados de contrarrevolucionarios, logró salvar la vida, saliendo de prisión tras la caída de Robespierre. Consiguió salir adelante gracias a la ayuda de su amigo Thomas Paine, quien se llevó a su mujer y sus hijos a Estados Unidos donde vivieron unos años y a donde también viajó Bonneville.
Murió en París a los 68 años de edad.